# Daniel Ståhl

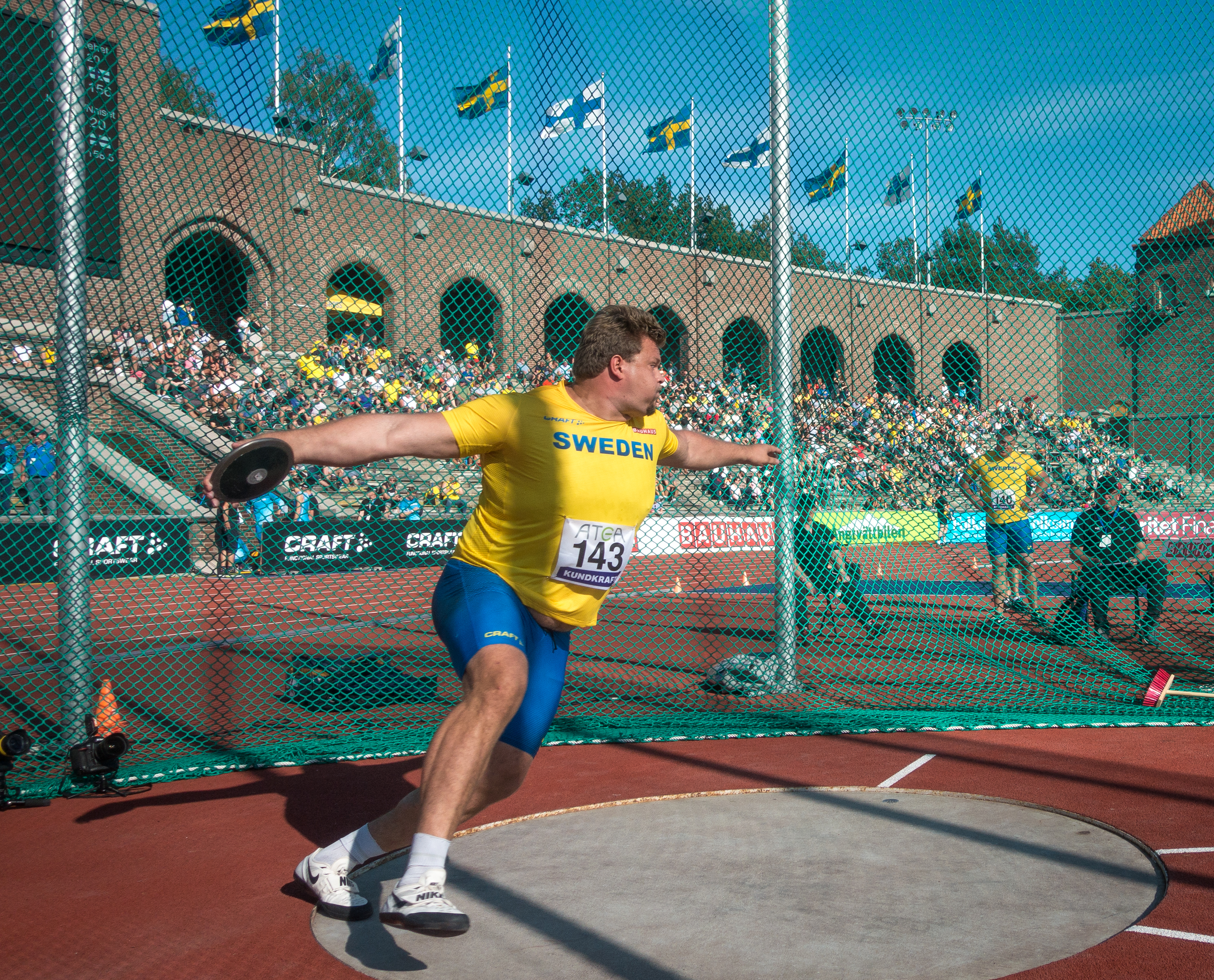
Daniel Ståhl under Finnkampen på Stockholms stadion i augusti 2019. Ståhl vann med ett kast på 69,42 m.

Daniel Arvid Paavali Ståhl, född 27 augusti 1992 i Råsunda församling, Stockholms län, är en svensk friidrottare (diskuskastning och kulstötning) som tävlar för Spårvägens FK. 
Ståhl är regerande världsmästare och tidigare olympisk mästare i diskus samt innehar det svenska rekordet i diskus med 71,86 m.

## Karriär
Ståhl började med ishockey i Järfälla HC när han var åtta år och spelade där i fem år och bytte till Sollentuna HC när han var 13 år. Sedan bytte han till AIK och spelade där i åtta månader, där spelade han bland andra med Adam Reideborn, Mika Zibanejad och Rickard Rakell. Därefter bytte han tillbaka till Järfällas B-juniorer och spelade där i några månader för att sedan sluta helt med ishockey och ägna sig åt friidrott.
Vid junior-EM i Tallinn 2011 deltog Daniel Ståhl i både kulstötning och diskuskastning. Han slogs ut i bägge kvalen, i kula med 17,55 m och i diskus utan något godkänt kast.
Ståhl deltog i diskus vid U23-EM 2013 i Tammerfors och kom där på en fjärdeplats med 61,29 m.
Ståhl var under en tid världsetta under säsongen 2014 med ett kast på 66,89 m vid Irvine Invitational. Vid EM i Zürich detta år slogs han dock ut i kvalet efter att ha kastat 59,01 m som bäst.
Han slutade femma i världsmästerskapen i Peking 2015 på resultatet 64,73 m
I juli 2016 deltog Ståhl vid EM i Amsterdam där han lyckades ta sig till final och väl där kom på en femteplats med 64,77 m. Vid de olympiska spelen i Rio de Janeiro i augusti samma år kastade Ståhl 62,26 m som längst i kvalet vilket inte räckte till finalavancemang. Senare under säsongen 2016 gick han dock åter upp som världsetta då han vid SM-tävlingarna den 28 augusti vann diskuskastningen med det nya personliga rekordet 68,72 m.
2016 hade Sverige det näst bästa diskuslandslaget i världen baserat på årsbästa för de tre bästa diskuskastarna från respektive land. Sveriges tre bästa diskuskastare var då Daniel Ståhl (68,72 m), Axel Härstedt (66,03 m) och Niklas Arrhenius (66,02 m). Tysklands tre-bästa-snitt var 68,00 m, Sveriges 66,92 m och USA:s 66,72 meter.
Vid VM i London 2017 tog Ståhl den 5 augusti silver i diskus med resultatet 69,19 m, två centimeter efter segraren litauern Andrius Gudžius. Daniel Ståhl vann även silver i diskus under EM i Berlin 2018.
Vid VM i friidrott 2019 i Doha blev Daniel Ståhl världsmästare med ett guldkast på 67,59 m.
Under lag-SM 2020 var Daniel Ståhl bäst då han vann med ett kast som mätte 68,10 meter. Därmed har han nu kastat över 68 meter i fyra raka tävlingar.
Vid olympiska sommarspelen 2020 i Tokyo tog Ståhl guld i diskus och Simon Pettersson silver, vilket var första gången två svenska friidrottare tog medalj i samma OS-gren sedan OS i London 1948.
I februari 2022 vid inomhus-SM tog Ståhl guld i kula efter en stöt på 19,03 meter. Vid den inofficiella tävlingen i diskus kastade han 67,62 meter, vilket blev ett nytt svenskt rekord samt det näst längsta diskuskastet inomhus genom tiderna efter Gerd Kanters inofficiella världsrekord.
Vid världsmästerskapen i friidrott 2023 i Budapest, den 21 augusti, tog han guld när han i sjätte och sista omgången passerade  Kristjan Čeh genom att kasta nytt mästerskapsrekord: 71,46.

## Utmärkelser
Daniel Ståhl belönades år 2016 med Stora grabbars och tjejers märke nummer 547. Den 5 december 2023 tilldelades han Svenska Dagbladets guldmedalj.

## Familj
Daniel Ståhl är född i Solna men uppvuxen i Viksjö, Järfälla kommun, och är på fädernet bördig från Föne i Färila socken. Modern Taina Ståhl (tidigare Laakso), som kommer från Åbo i Finland, vann ett ungdoms-FM i kula, innan hon 1981 bestämde sig för att flytta till Sverige. Hon vann bland annat ett SM-guld 1987 i diskus och ett tag hade hon också det svenska rekordet (PB 51,90 m). Hon tävlade i två Finnkamper för Sverige. Fadern Jan Ståhl kastade slägga (PB 59,14 m) och tävlade även i styrkelyft. Båda Daniel Ståhls föräldrar tävlade för Spårvägens FK. 
Ståhl framhåller gärna sin anknytning till Finland och talar flytande finska.
Äldre systern Anneli Ståhl har kastat 59,74 m i slägga.
I januari 2023 meddelades att Ståhl är tillsammans med kulstötaren Fanny Roos.

## Personliga rekord
| Utomhus - Kula – 19,47 m (Borås, Sverige 29 augusti 2021) - Diskus – 71,86 m (Bottnaryd, Sverige 29 juni 2019) 0NR0 - Slägga – 48,91 m (Sätra, Sverige 14 september 2016) - Spjut – 50,43 m (Sätra, Sverige 14 september 2016) | Inomhus - Kula – 19,60 m (Tammerfors, Finland 11 februari 2017) - Diskus – 67,62 m (Växjö, Sverige 25 februari 2022) - Viktkastning – 17,31 m (Bollnäs, Sverige 25 februari 2012) |